# Josep Barberà i Humbert
Josep Barberà i Humbert (Barcelona, 27 de enero de 1877-19 de febrero de 1947) fue un compositor y etnomusicólogo español.

## Biografía
Discípulo de Felipe Pedrell, fue profesor de armonía y composición en el Conservatorio del Liceo, del que fue director entre 1931 y 1938. Compuso obras para piano, canto y orquesta, dos sinfonías, sinfonietas y canciones populares. Entre sus obres sinfónicas destacan: Tres Miniatures (1919, formada por Crepuscle d'hivern, L'enterrament d'una verge y El fumador d'opi), el Divertiment sobre una cançó popular (1921) y el poema sinfónico Alfeu i Aretusa (1933).
Como etnomusicólogo realizó diversas investigaciones sobre música folclórica catalana. Fue autor de un Curso de melódica (1917), publicado por la Asociación Gregoriana. También colaboró con Maria Montessori en el campo de la pedagogía musical.